# Liste der Bodendenkmale in Rosdorf
In der Liste der Bodendenkmale in Rosdorf sind die Bodendenkmale der niedersächsischen Gemeinde Rosdorf aufgeführt. Die Quelle ist der Denkmalatlas Niedersachsen.
- Bitte beachten Sie, dass diese Liste keinen Anspruch auf Vollständigkeit erhebt.
- Die Angaben ersetzen nicht die rechtsverbindliche Auskunft der zuständigen Denkmalschutzbehörde.
- Es sind nur Daten aus dem Denkmalatlas verarbeitet.
- Der Stand der Liste ist der 8. März 2025.

Rosdorf im Landkreis Göttingen

## Allgemein
In den Spalten finden sich folgende Informationen des Bodendenkmales:
| Lage         | geographische Koordinaten                                                           |
| Bezeichnung  | Bezeichnung lt. Denkmalatlas                                                        |
| Beschreibung | Beschreibung lt. Denkmalatlas                                                       |
| ID           | Objekt-ID                                                                           |
| Bild         | Bild, ggf. zusätzlich mit Link zu weiteren Fotos im Medienarchiv Wikimedia Commons. |

## Atzenhausen
| Lage                        | Bezeichnung         | Beschreibung | ID       | Bild |
| --------------------------- | ------------------- | --- | -------- | ---- |
| 51° 25′ 12″ N, 9° 48′ 49″ O | Atzenhausen 3, Thie | Erhöhter Platz, nach Norden und Westen steil abfallend. Im südlichen Bereich gegen leicht steigendes Gelände anstoßend. Teilweise ummauert. | 28991292 | BW   |

## Brackenberg
| Lage                        | Bezeichnung                      | Beschreibung | ID       | Bild           |
| --------------------------- | -------------------------------- | --- | -------- | -------------- |
| 51° 25′ 59″ N, 9° 44′ 52″ O | Brackenberg 1, Ruine Brackenburg | Burganlage, bestehend aus zentraler Kuppe mit Mauerwerk, die vom restlichen Berggipfel im N und S durch einen tiefen Graben getrennt ist. Am östlichen Hang zeichnet sich am Fuß der steilen Burgkuppe eine Geländestufe ab, ohne dass dabei ein Wall oder Graben sichtbar wird. Auf der Stufe befinden sich mehrere Gebäudereste der Vorburg. Die zentrale, annähernd rechteckige Kernburg weist eine Fläche von ca. 20 × 24 m auf. Die weitestgehend zerfallene Umfassungsmauer weist eine rekonstruierbare Stärke von etwa 1,8 m auf. Im Innenbereich der Kernburg besaßen die Mauerzüge eine Stärke von etwa 0,9 m. In der Kernburg sind anhand von Oberflächenmerkmalen mindestens zwei Gebäude zu vermuten. Die ganze Anlage samt Gräben dehnt sich über ein Areal von ca. 70 × 80 m aus. Heute sind nur noch wenige Mauerreste erhalten. | 33785094 | Weitere Bilder |
| 51° 25′ 8″ N, 9° 47′ 52″ O  | Brackenberg 2, Grabhügel         | Durchmesser ca. 10 m und Höhe ca. 0,8 m. Bruchkalkstein, weit und ebenmäßig gewölbt, Rand allmählich auslaufend. Alte flache muldenförmige Eingrabung im Westteil. | 28991293 | BW             |
| 51° 25′ 7″ N, 9° 47′ 52″ O  | Brackenberg 5, Grabhügel         | Durchmesser ca. 11 m und Höhe ca. 0,8 m. Bruchkalkstein, ebenmäßig gewölbt, nach Nordosten, zur Hangseite, Rand schwach abgesetzt, sonst allmählich auslaufen. In der Mitte alte Eingrabung, alte Störungen im NO- und SO-Teil. | 28991294 | BW             |
| 51° 25′ 13″ N, 9° 47′ 43″ O | Brackenberg 7, Grabhügel         | Durchmesser ca. 10 m und Höhe ca. 0,6 m. Bruchkalkstein, ebenmäßig gewölbt, Rand allmählich auslaufend. Im SO-Teil alte flache Einsenkung; sonst keine Störung. | 28991296 | BW             |
| 51° 25′ 14″ N, 9° 47′ 42″ O | Brackenberg 8, Grabhügel         | Durchmesser ca. 10 m und Höhe ca. 0,6 m. Kalkbruchstein, ebenmäßig gewölbt, Rand nach NO in den natürlichen Hang der Bodenwelle ohne Absatz übergehend, sonst allmählich auslaufend. Ohne Störung. | 28991297 | BW             |
| 51° 26′ 7″ N, 9° 44′ 39″ O  | Brackenberg 12, Kreuzstein       | Plattiger Quarzstein mit abgerundetem Oberteil. Maße 0,90 × 0,60 × 0,15 m. Einseitig lateinisches Kreuz eingemeißelt, Inschrift: „Ano 1645 den 8. Octr. ist Iost Oppermann iaemmerlich erschossen worden“. Rückseitig mit Text aus Genesis 4. Oberteil leicht beschädigt. | 28991303 | BW             |

### Brackenberg 9
- ID:28991302
- Grabhügelfeld. Drei große runde, in einem Dreieck zusammenliegende Erdhügel. Zwei sind flach gewölbt, einer jedoch hoch gewölbt und ragt, teils aufgrund seiner landschaftlichen Lage, hoch über die beiden anderen hinaus. Die Zwischenfläche ist etwas tiefer gelegen. Alle mehr oder minder gestört.

| Lage                        | Bezeichnung    | Beschreibung | ID       | Bild |
| --------------------------- | -------------- | --- | -------- | ---- |
| 51° 25′ 24″ N, 9° 46′ 28″ O | Brackenberg 9  | Größe ca. 18 × 21 m und Höhe ca. 0,75 m. Rund, flach gewölbt mit stark auslaufenden Randbereichen, besonders im W. Fast mittig durch Waldweg mit tiefen Fahrspuren geschnitten; auf der östlichen Seite kleiner Aushub des Weges. | 28991299 | BW   |
| 51° 25′ 25″ N, 9° 46′ 27″ O | Brackenberg 10 | Durchmesser ca. 27 m und Höhe ca. 1,7 m. Kolossal. Im Ursprung wohl rund; hoch gewölbt. Außer im W sind die Randbereiche gut abgesetzt. Macht jetzt einen ovalen Eindruck durch Anhäufung von Erdmaterial im O, das von einer größeren zentralen Störung herrühren dürfte. Dadurch wirkt der östliche Rand recht steil; nach W aber sehr flach aus. | 28991300 | BW   |
| 51° 25′ 24″ N, 9° 46′ 26″ O | Brackenberg 11 | Durchmesser ca. 14 m und Höhe ca. 0,55 m. Rund, flach gewölbt mit auslaufenden Randbereichen. Begrenzung im N unklar durch flache Fahrspuren (?) in O-W-Richtung. Leichte Mulden am Gipfel und Südrand sowie Fahrspuren am östlichen Fuß. Am nordwestlichen Rand einige große Kieselsandsteinbrocken.                                               | 28991301 | BW   |

## Dahlenrode
| Lage                        | Bezeichnung              | Beschreibung | ID       | Bild |
| --------------------------- | ------------------------ | --- | -------- | ---- |
| 51° 25′ 28″ N, 9° 50′ 44″ O | Dahlenrode 1, Wallanlage | Alte Schanze. Wallanlage in Form eines Parallelogramms mit rundum vorgelagertem Graben und zusätzlichem niedrigen Außenwall. Außenmaße 85 × 55 × 80 × 65 m. Wallhöhen unterschiedlich; der zu überwindende Höhenunterschied mit den Gräben schwankt zwischen 1,25 und 3,4 m. Innenareal mit Vertiefung in der NO-Ecke und flaches, winkliges Gräbchen. Zugang möglich im NO. Wird von einem Waldweg im Westen durchquert, sonst außerordentlich gut erhalten. Die Anlage hatte wohl eine Wehrfunktion; wahrscheinlich neuzeitlich wegen der Grundform und des Erhaltungszustandes. Erscheint in der Kurhann. Landesaufnahme des 18. Jh., Blatt 161 Friedland. | 28991304 | BW   |
| 51° 25′ 26″ N, 9° 50′ 53″ O | Dahlenrode 3, Grabhügel  | Durchmesser ca. 8,5 m und Höhe ca. 0,6 m. Fast rund bis leicht oval mit deutlicher Wölbung. Randbereiche deutlich abgesetzt. Im östlichen und südlichen Bereich durch Hanglage leicht heruntergezogen. Faust- bis kopfgroße Kalkbruchsteine sichtbar. Augenscheinlich gut erhalten und ungestört. | 28991305 | BW   |
| 51° 25′ 29″ N, 9° 50′ 54″ O | Dahlenrode 5, Grabhügel  | Durchmesser ca. 4 m und Höhe ca. 0,3 m. Fast rund mit deutlicher Wölbung. Randbereiche deutlich abgesetzt. Durch Hanglage nach Westen leicht heruntergezogen. Unter Laubdecke faustgroße Kalksteinpackung sichtbar. Augenscheinlich ungestört. | 28991306 | BW   |

## Obernjesa
| Lage                        | Bezeichnung       | Beschreibung | ID       | Bild |
| --------------------------- | ----------------- | --- | -------- | ---- |
| 51° 27′ 45″ N, 9° 54′ 50″ O | Obernjesa 2, Wall | Hoch- bis spätmittelalterliche kommunale Dorfbefestigung. Am NW-Rand der alten Dorflage, ungefähr den heutigen Grundstücksgrenzen folgend. Verschliffene, aber gut erkennbare Wall- und Grabenanlage, bogenförmiger Verlauf. Erkennbar sind die nördlichen und das südlichen Teilstücke. Der mittlere Abschnitt ist planiert und obertägig nicht mehr sichtbar auf eine Länge von ca. 100 m. | 28991308 | BW   |

### Obernjesa 6
- ID:28991313
- Grabhügelfeld.

| Lage                        | Bezeichnung | Beschreibung | ID       | Bild |
| --------------------------- | ----------- | --- | -------- | ---- |
| 51° 27′ 57″ N, 9° 54′ 0″ O  | Obernjesa 6 | Durchmesser ca. 20 m und Höhe ca. 1 m. Fast rund. Hoch gewölbt mit flachem Gipfel. Randbereiche flach auslaufend. Nach Norden, geländebedingt, stark abfallend. Am östlichen Ausläufer ein Grabungsloch, Dm. ca. 1 m.                                               | 28991309 | BW   |
| 51° 27′ 55″ N, 9° 54′ 4″ O  | Obernjesa 7 | Durchmesser ca. 7 m und Höhe ca. 0,5 m. Fast rund. Flache Wölbung. Randbereiche flach auslaufend. Oberfläche leicht gestört. | 28991310 | BW   |
| 51° 27′ 54″ N, 9° 54′ 4″ O  | Obernjesa 8 | Durchmesser ca. 19 m und Höhe ca. 0,9 m. Rund. Deutlich gewölbt. Gewölbter Gipfel. Randbereiche deutlich abgesetzt. Den westlichen Bereich umringend eine flache, breite Vertiefung, die auf Materialentnahme für den Bau des Hügels hindeuten könnte.              | 28991311 | BW   |
| 51° 27′ 59″ N, 9° 53′ 56″ O | Obernjesa 9 | Durchmesser ca. 21 m und Höhe ca. 0,8 m. Unförmige Grundform. Flach gewölbt. Randbereiche flach auslaufend. Hügelfuß nach Westen geländebedingt abfallend. Aufgrund von Ergebnissen einer Bohrung und von der Form des Hügels wohl als natürlicher Hügel zu deuten. | 28991312 | BW   |

## Rosdorf
| Lage                       | Bezeichnung       | Beschreibung | ID       | Bild           |
| -------------------------- | ----------------- | --- | -------- | -------------- |
| 51° 29′ 49″ N, 9° 54′ 1″ O | Rosdorf 24, Warte | Fast rundes, hohes Wartepodest mit Graben und Außenwall. Letzterer ist im Westen und Süden deutlich erkennbar, sonst durch die Geländebeschaffenheit bedingt. Dm. 33 m, H. bis 2,38 m. Wall mit unterbrochenem Graben. Teil des westlich der Leine gelegenen Landwehrsystems der Stadt Göttingen; Ersterwähnung 1403/04. | 28982680 | Weitere Bilder |

## Settmarshausen
| Lage                        | Bezeichnung                | Beschreibung | ID       | Bild |
| --------------------------- | -------------------------- | --- | -------- | ---- |
| 51° 30′ 37″ N, 9° 51′ 11″ O | Settmarshausen 7, Landwehr | Bestehend aus Doppelwall mit innenliegendem Graben. Wahrscheinlich ist an der N-Seite ein zweiter Graben vorgelagert. Verlauf etwa NW-SO. L. ca. 39 m, Gesamt-Br. ca. 25 m. Gegen Eisenbahnlinie im NW und Ackerfläche im SO anstoßend. Verbliebener Teil sehr gut erhalten. Teil des westl. der Leine gelegenen Landwehrsystems der Stadt Göttingen, um 1414 erbaut. - Teilstück ID: 28994745 - Teilstück ID: 28994746 | 37159438 | BW   |

## Sieboldshausen
| Lage                        | Bezeichnung            | Beschreibung | ID       | Bild |
| --------------------------- | ---------------------- | --- | -------- | ---- |
| 51° 28′ 15″ N, 9° 53′ 20″ O | Sieboldshausen 4, Thie | Dreieckiger, leicht erhöhter Tieplatz, Seitenl. 30 m bzw. 25 m. Im Ost- und Südbereich mit niedriger (neuerer) Mauer umgeben. An Ostseite liegender Stein (barocke Grabsteinplatte), keine Originallage. Erheblich verkleinert durch Straßenregulierungsarbeiten. | 28982682 | BW   |